# Četrtna skupnost Breg-Turnišče
ČS Breg–Turnišče je druga največja četrtna skupnost Mestne občine Ptuj, ki leži na desnem bregu reke Drave oziroma na Dravskem polju. Gre za dve naselji, ki spadata v območje mesta Ptuj in ju ločuje železniška proga, povezani v četrtno skupnost. Vzhodno od železniške proge se nahaja manjša industrijska cona in Grad Turnišče s parkom ter ribnikom. Na zahodnem delu četrti se ob izvirih termalno mineralne vode nahaja kompleks Terme Ptuj. Ob potoku Hajdinska Studenčnica se nahajata dva zgodovinska mlina: Koroščev in Pinčerjev. 

## Osnovni podatki
Četrtna skupnost ima 3720 prebivalcev, njena površina je 8,13 km2, sedež pa ima na Mestnem trgu 1.

## Posebnosti
- Grad Turnišče
- Koroščev mlin
- Pinčerjev mlin
- Cerkev sv. Roka
- Grand Hotel Primus
- Kobilarna in nekdanja jahalna šola (Turnišče)
- Biotehniška šola Ptuj (Turnišče)
- Perutnina Ptuj (industrijski obrat)
- Centralna ptujska čistilna naprava
- Terme Ptuj (avtokamp, tenis, golf, apartmajsko naselje)
- Poetovio (prva naselbina Rimljanov na območju današnjih term okrog 45 n.š.)